# Миколаенко, Владимир Васильевич
Владимир Васильевич Миколаенко (укр. Володимир Васильович Миколаєнко, род. 8 апреля 1960 года) — украинский политик. На внеочередных выборах херсонского городского головы 25 мая 2014 избран городским головой Херсона. До этого занимал должность секретаря Херсонского городского совета, временно исполнял обязанности городского головы. Беспартийный.

## Биография
Владимир Миколаенко родился в семье служащих. В 1967 году пошёл учиться в школу № 16 Херсона. По окончании обучения в школе, в 1975 году поступил в Херсонское мореходное училище рыбной промышленности на специальность «эксплуатация судовых силовых установок». Окончил училище в 1979 году, получив специальность техник-судовой механик. Получил назначение на Владивостокскую базу тралового и рефрижераторного флота, где работал на должности механика судна до 1982 года. С 1982 по 1991 год работал на Херсонском консервном комбинате.
В 1984 году поступил в Херсонский индустриальный институт, а затем в Севастопольский приборостроительный институт, который закончил в 1990 году и получил специальности инженер-судомеханик. С 1991 года работал механиком флота Союза рыболовных колхозов Херсонской области. С 1993 года по май 2006 года работал руководителем частного предприятия.
В июне 2006 года занял пост заместителя главы Днепровского районного совета в Херсоне. В том же году был избран в Херсонский городской совет V созыва, а в 2010 году вновь был избран в городской совет.
Участник Евромайдана, после которого в мае 2014 года избран городским головой Херсона.
Во время протестов на Востоке Украины выражал свою жесткую позицию по недопущению провокаций в Херсоне и невозможности захвата города группировками сепаратистов.
В 2015 году избран городским головой, набрав в 1-м туре 24,81 % голосов избирателей (20903 чел.), во второму туре — 67,78 % голосов избирателей (37532 чел.).